# パンドラ - ザ・ワールド・オブ・アバター

パンドラ - ザ・ワールド・オブ・アバター（Pandora – The World of Avatar）とは、ウォルト・ディズニー・ワールド内ディズニー・アニマル・キングダムにあるテーマランド。2009年公開の映画『アバター』をテーマとしている。

## 概要

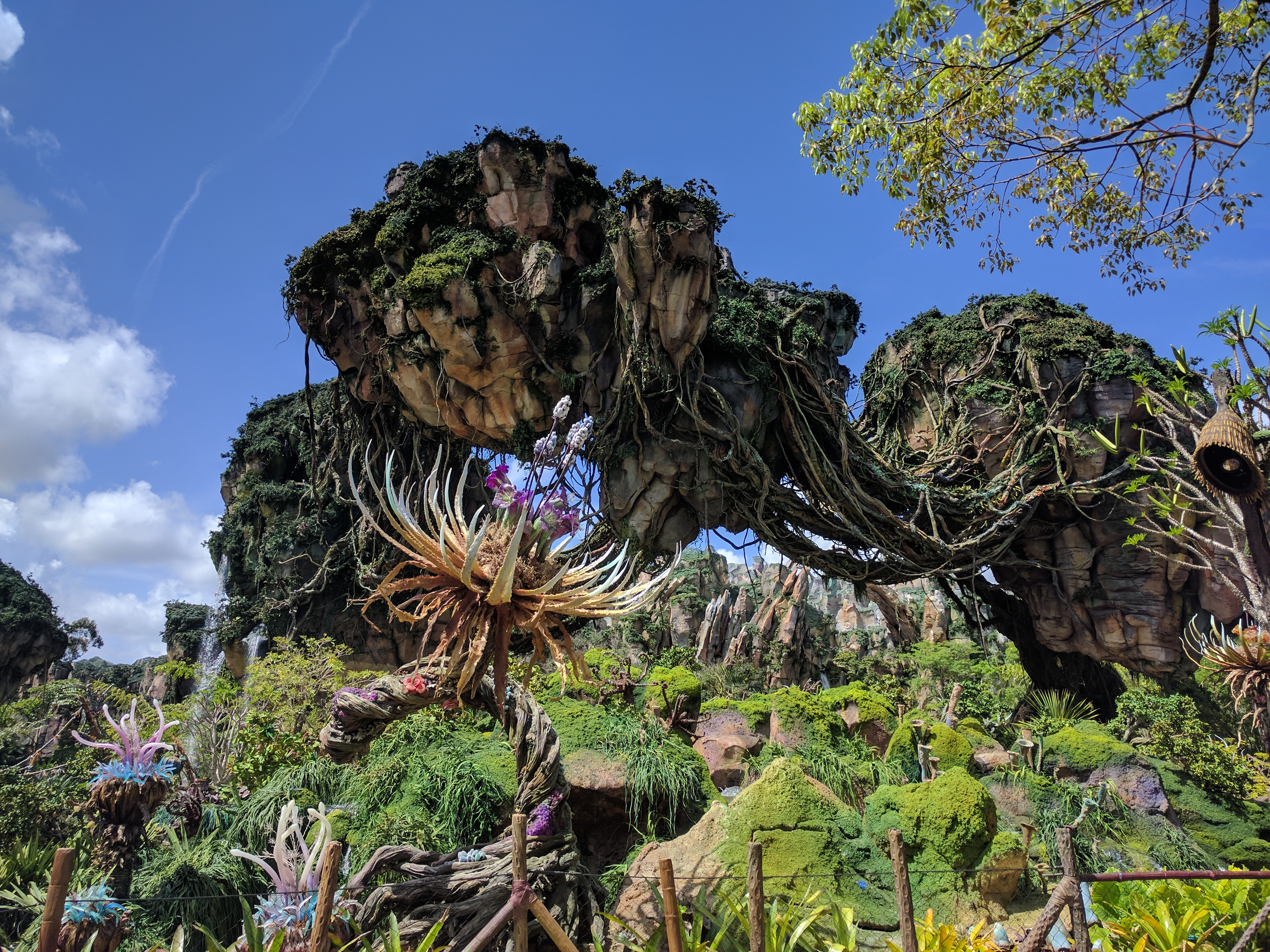

12エーカーという広大な敷地を持つこのエリアでは2つのアトラクションが設置されており、映画の中の出来事から数世代後の時代の架空の惑星パンドラを探検する事ができる。
ディズニー・アニマル・キングダムのテーマランドの中で唯一映画作品を題材としたテーマランドであり、世界のディズニーパークの中でも極めて珍しい非ディズニー作品を扱ったエリアであったが、2019年3月には『アバター』制作会社の20世紀フォックスがウォルト・ディズニー・カンパニーによって買収され子会社化された。しかしミッキーマウスなどのディズニーキャラクターは、グッズを含め一切登場していない。

## 歴史
2011年、ディズニー社のボブ・アイガーとトム・スタッグスは、アバターの監督であるジェームズ・キャメロンに映画をテーマとしたアトラクションを作る考えのもと接触した。しかしこの時はディズニー・ハリウッド・スタジオ内に当時あったスタジオ・バックロット・ツアーの一部としてアバターを取り入れるという内容であったと考えられ、決して計画は大規模なものでは無かった 。その後、計画は徐々に発展して行き、最終的には現在の形となる大規模なテーマランド開発へつながる。
2011年9月17日、ディズニー社は映画の権利を持つライトストーム・エンターテインメントと20世紀フォックスとの間で長期的なライセンス契約を結び、20世紀フォックスにグッズの売り上げの一部を支払うことなどを条件に、世界中のテーマパークにアバターを登場させる事が出来るようになった 。またこの契約締結の発表と同時に、ディズニー・アニマル・キングダムにアバターのテーマランドが建設されることを明らかにした。この時にエリアの詳細は発表されなかったが、建設費は推定5億ドルであった。
その後、2013年11月に日本で行われたD23 Expo Japanにてエリアの詳細が発表された。建設は2014年1月に始まり、当初は2016年内に開業予定であったが最終的に2017年5月27日に開業となった。

### 設計

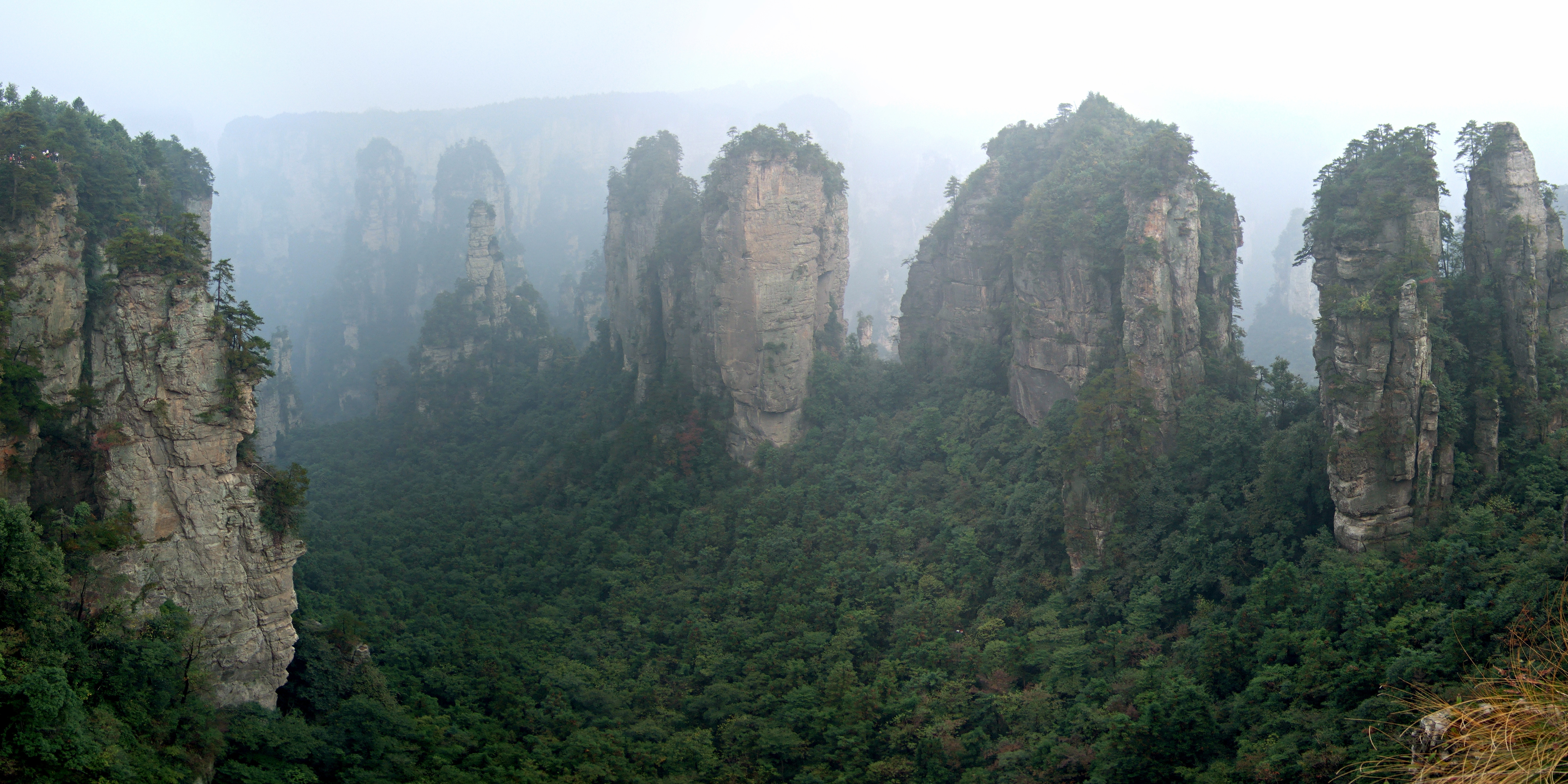
中国の武陵源の山並みは空に浮かぶ山の設計に大きな影響を与えた。

パンドラ - ザ・ワールド・オブ・アバターは、ライトストーム・エンターテインメントの監修のもとウォルト・ディズニー・イマジニアリングによって設計された。この場所はかつて「キャンプ・ミッキー＆ミニー」と呼ばれるエリアで、パーク開業前には「ビーストリー・キングダム」というエリアを建設する予定の場所だった。これは架空の生き物が住む世界を基にしたエリアだったが、予算の都合上実現する事はなかった。
またディズニー・アニマル・キングダムの根底にある考えである「自然環境の保護」を押し出すため、あえて映画に登場したキャラクターや物語は登場させず、あくまでパンドラという惑星の環境を描く事にとどめられている。そのため映画で描かれたアンオブタニウムを巡るナヴィ族とRDA社（資源開発公社）との戦いから数世代後の時代にエリアの時系列を設定した 。そしてACE社（ケンタウルス座α星探検社）という架空の旅行会社がナヴィ族と協力して、パンドラを新たなエコツーリズムと科学的研究の地としてゲストを招くという物語が作られた。
メインとなるアトラクションは3D映像を駆使したものになる事が発表された際、キャメロンは映画からカットされた3D映像や生物のデザインを使用することを明らかにし、続編の中の要素も取り入れられている。
エリア内で視覚的に最も目立つ空中に浮かぶ巨大な岩はおよそ48メートルの高さがあり、強制遠近法によって実際よりも大きく見えるよう設計されている。このような岩や植物などの自然を造形するため中国の武陵源やハワイなどで視察や研究を行なった。またこの世界観を壊さないよう、アトラクションの入口の案内や待ち列の装飾などは目立たないようにされている。

## 施設の紹介

### アトラクション
- アバター・フライト・オブ・パッセージ (Avatar Flight of Passage)
- ナヴィ・リバー・ジャーニー (Na'vi River Journey): ボートに乗ってパンドラの森林を探検するアトラクション。

### ショップ
- ウインドトレーダーズ (Windtraders)

### レストラン
- サトゥーリー・カンティーン (Satu'li Canteen)
- ポング・ポング (Pongu Pongu)